# Franciszek Cholewiak
Franciszek Cholewiak (ur. 1 lutego 1898 w Bączalu Górnym, zm. 1943 w Mauthausen) – działacz Stronnictwa Ludowego i KPP, uczestnik strajku chłopskiego z 1937, więzień KL Auschwitz i KL Mauthausen-Gusen.

## Życiorys

### Lata młodości
Urodził się 1 lutego 1898 roku w Bączalu Górnym – na Dutkowicach koło Jasła. Uczęszczał do Szkoły Powszechnej w Bączalu Dolnym. W okresie międzywojennym wstąpił do Komunistycznej Partii Polski, będąc jednocześnie aktywnym członkiem Stronnictwa Ludowego w powiecie jasielskim.

### Działalność
Z jego inicjatywy podjęto działania zmierzające finalnie do wykonania sztandaru Koła Stronnictwa Ludowego w Bączalu Górnym, którego poświęcenia dokonał ówczesny proboszcz parafii św. Mikołaja w Bączalu Dolnym i zarazem sympatyk ruchu ludowego ksiądz Paweł Matuszewski (zm. w maju 1939). W swojej działalności zajmował się kolportażem czasopisma lewicowego „Chłopska Przyszłość” do chłopskich sympatyków stronnictwa ludowego, m.in. w miejscowościach: Bączal Dolny, Bączal Górny, Lisów, Jabłonica, Skołyszyn i Lipnica Górna.
Organizował wiece ludowe i zebrania chłopskie, w jednym z nich wziął udział i wygłosił okolicznościowe przemówienie przywódca i współtwórca polskiego związku ludowego Jan Stapiński. Jako członek Koła SL utrzymywał bliskie kontakty m.in. z liderami Związku Młodzieży Wiejskiej RP „Wici” – Władysławem Lesiakiem i Alojzym Wiatrem. Promował ruch lewicowy podczas indywidualnych rozmów, także w trakcie pracy zarobkowej – z zawodu pracownik Polskich Kolei Państwowych, co miało znaczący wpływ na radykalizację ludowców z okolic Jasła i Biecza. Brał czynny udział w manifestacji Małopolskiego Strajku Chłopskiego z 1937 roku w wyniku którego członkowie i sympatycy lokalnych Kół Stronnictwa Ludowego nie dostarczali żywności do pobliskich miast: Jasła, Biecza i Gorlic.

### Ofiara zbrodni nazistowskich
W 1941 roku za szerzenie ideologii marksistowskiej został aresztowany przez Gestapo. Trafił do jasielskiego więzienia. 27 maja 1942 roku został przetransportowany do obozu koncentracyjnego KL Auschwitz, gdzie nadano mu numer obozowy 37139, a następnie wraz z innymi współwięźniami do KL Mauthausen-Gusen, który był znaczącym miejscem eksterminacji polskiej inteligencji w ramach tzw. Intelligenzaktion. Zmarł w 1943 roku w obozie koncentracyjnym w Mauthausen zamordowany przez hitlerowców.